# McLain
McLain es un pueblo del Condado de Greene, Misisipi, Estados Unidos. Según el censo de 2000 tenía una población de 603 habitantes y una densidad de población de 68.7 hab/km².

## Demografía
Según el censo de 2000, había 603 personas, 228 hogares y 157 familias residiendo en la localidad. La densidad de población era de 68,7 hab./km². Había 277 viviendas con una densidad media de 31,5 viviendas/km². El 63,68% de los habitantes eran blancos, el 35,66% afroamericanos, el 0,17% amerindios, el 0,17% asiáticos y el 0,33% pertenecía a dos o más razas. El 1,33% de la población eran hispanos o latinos de cualquier raza.
Según el censo, de los 228 hogares en el 40,8% había menores de 18 años, el 40,4% pertenecía a parejas casadas, el 22,8% tenía a una mujer como cabeza de familia, y el 31,1% no eran familias. El 28,1% de los hogares estaba compuesto por un único individuo, y el 10,5% pertenecía a alguien mayor de 65 años viviendo solo. El tamaño promedio de los hogares era de 2,64 personas y el de las familias de 3,27.
La población estaba distribuida en un 35,8% de habitantes menores de 18 años, un 8,0% entre 18 y 24 años, un 28,2% de 25 a 44, un 18,4% de 45 a 64, y un 9,6% de 65 años o mayores. La media de edad era 30 años. Por cada 100 mujeres había 84,4 hombres. Por cada 100 mujeres de 18 años o más, había 76,7 hombres.
Los ingresos medios por hogar en la localidad eran de 20.000 dólares ($), y los ingresos medios por familia eran 27.981 $. Los hombres tenían unos ingresos medios de 29.375 $ frente a los 14.375 $ para las mujeres. La renta per cápita para la ciudad era de 10.272 $. El 31,2% de la población y el 26,4% de las familias estaban por debajo del umbral de pobreza. El 40,2% de los menores de 18 años y el 28,6% de los habitantes de 65 años o más vivían por debajo del umbral de pobreza.

## Geografía
Según la Oficina del Censo de los Estados Unidos, McLain tiene un área total de 8,9 km² de los cuales 8,8 km² corresponden a tierra firme y 0,1 km² a agua. El porcentaje total de superficie con agua es 1,45%.